# ルロロマニック
ルロロマニック（ラテン文字表記：Lloromannic）は、日本のサンリオによるキャラクター群。デザイナーは奥村心雪。
2002年に開発されたサンリオの人気キャラクター群、シナモロールの世界から新たにキャラクター設定され、2007年に商品展開された。同年9月20日よりキャラクターグッズの販売が開始された。
バッドばつ丸やクロミと同様、サンリオでは珍しい悪役キャラクターの一つ。公式サイト内の特徴では「ふしぎ系」に分類される。

## 設定・解説
シナモンと仲間達の住むシュクルタウンの街外れにある洋館、その大広間にある大きな鏡の中にある逆さまの闇の世界に住む二人の悪魔。
ルロロマニック（Lloromannic）とはシナモロール（Cinnamoroll）をスペルで逆さ書きしたものであり、「逆さまの世界」を表現している。それに沿って、ルロロマニックでは、癒し系よい子キャラであったシナモロールのシナモン＆フレンズとは全く逆の、2人の小悪魔キャラ、ベリー（Berry：♂）＆チェリー（Cherry：♀）を新たに売り出している。
キャラクターグッズの背景色は黒とピンクを基調とし、古い洋館、クモの巣、コウモリ、幽霊（？）などの絵が描かれ、ホラー・ゴス風味のデザインがなされている。しかし、全くおどろおどろしくなく、キャラである小悪魔ベリーとチェリーはシナモン系のとても可愛い絵柄となっている（シナモン＆フレンズの耳が黒山羊の角やコウモリの羽になっているといった感じである）。
アニメ「おねがい♪マイメロディ きららっ★」でははりねずみくんの友達と言う設定で進行・解説役として登場している。

## キャラクターグッズ
サンリオショップでは、ベリーとチェリーのぬいぐるみ、タオルやバッグ、文具などが既に販売されている。
2007年11月上旬現在、（イトーヨーカドーなど）スーパーでは、ルロロマニックの幼児用パジャマ、幼児用パンツが売り出されている。「ルロロマニック」とカタカナでかかれたキャラクターシールがおまけで付いてくるというサービスが展開されていた。

## キャラクター
- ベリー - 宮田幸季
- チェリー - 瀧本富士子
- ナレーション - 石田彰

## サンリオキャラクター大賞の順位
『いちご新聞』の読者投票企画「サンリオキャラクター大賞」では第32回（2017年）の23位が歴代最高である。 「サンリオキャラクター大賞いちご新聞ランキング」では最高18位と20位圏内にランキングされている。
- 2024年サンリオキャラクター大賞32位
- 2023年サンリオキャラクター大賞28位
- 2022年サンリオキャラクター大賞25位
- 2021年サンリオキャラクター大賞29位
- 2020年サンリオキャラクター大賞31位（いちご新聞ランキング22位タイ[3]）。
- 2019年サンリオキャラクター大賞38位（いちご新聞ランキング21位[4]）。
- 2018年サンリオキャラクター大賞26位（いちご新聞ランキング28位[5]）。
- 2017年サンリオキャラクター大賞23位（いちご新聞ランキング18位[6]）。
- 2016年サンリオキャラクター大賞33位（いちご新聞ランキング19位） ／ なでる投票32位[7]。
- 2015年サンリオキャラクター大賞28位[8]（いちご新聞ランキング37位[9]）
- 2014年サンリオキャラクター大賞20位圏外[10][11][注釈 1]（いちご新聞ランキング35位[13]）。

## その他
- エクサムが発売するキッズ向けトレーディングカードアーケードゲームであるハローキティとまほうのエプロン 〜サンリオキャラクター大集合!〜の第5弾『〜みんなびっくり!仮装パーティー!〜』に登場するキャラクターのひとつとしてルロロマニックが起用された[14]。